# Strandastrar
Strandastrar (Tripolium) är ett släkte av korgblommiga växter. Strandastrar ingår i familjen korgblommiga växter.
Kladogram enligt Catalogue of Life:
| Strandastrar | \| \| strandaster (Tripolium pannonicum) \| \| \| \| \| \| Tripolium sorrentinoi \| \| \| \| |
|              | \| \| strandaster (Tripolium pannonicum) \| \| \| \| \| \| Tripolium sorrentinoi \| \| \| \| |
|              | strandaster (Tripolium pannonicum)                                                           |
|              |                                                                                              |
|              | Tripolium sorrentinoi                                                                        |
|              |                                                                                              |

## Bildgalleri

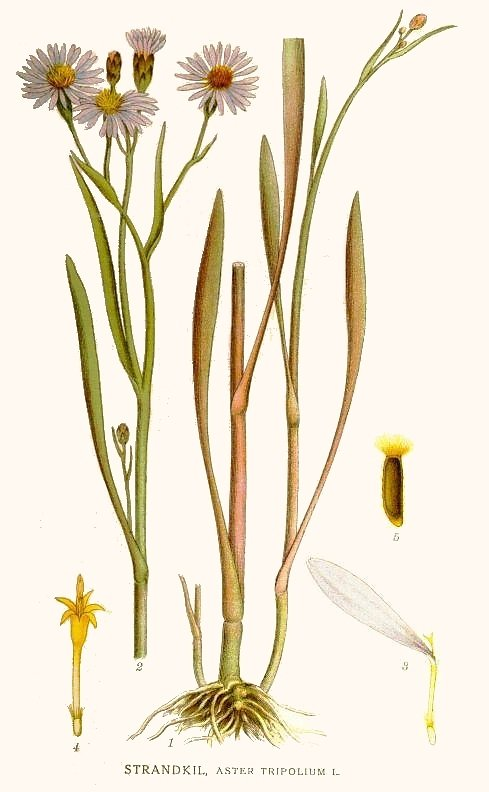
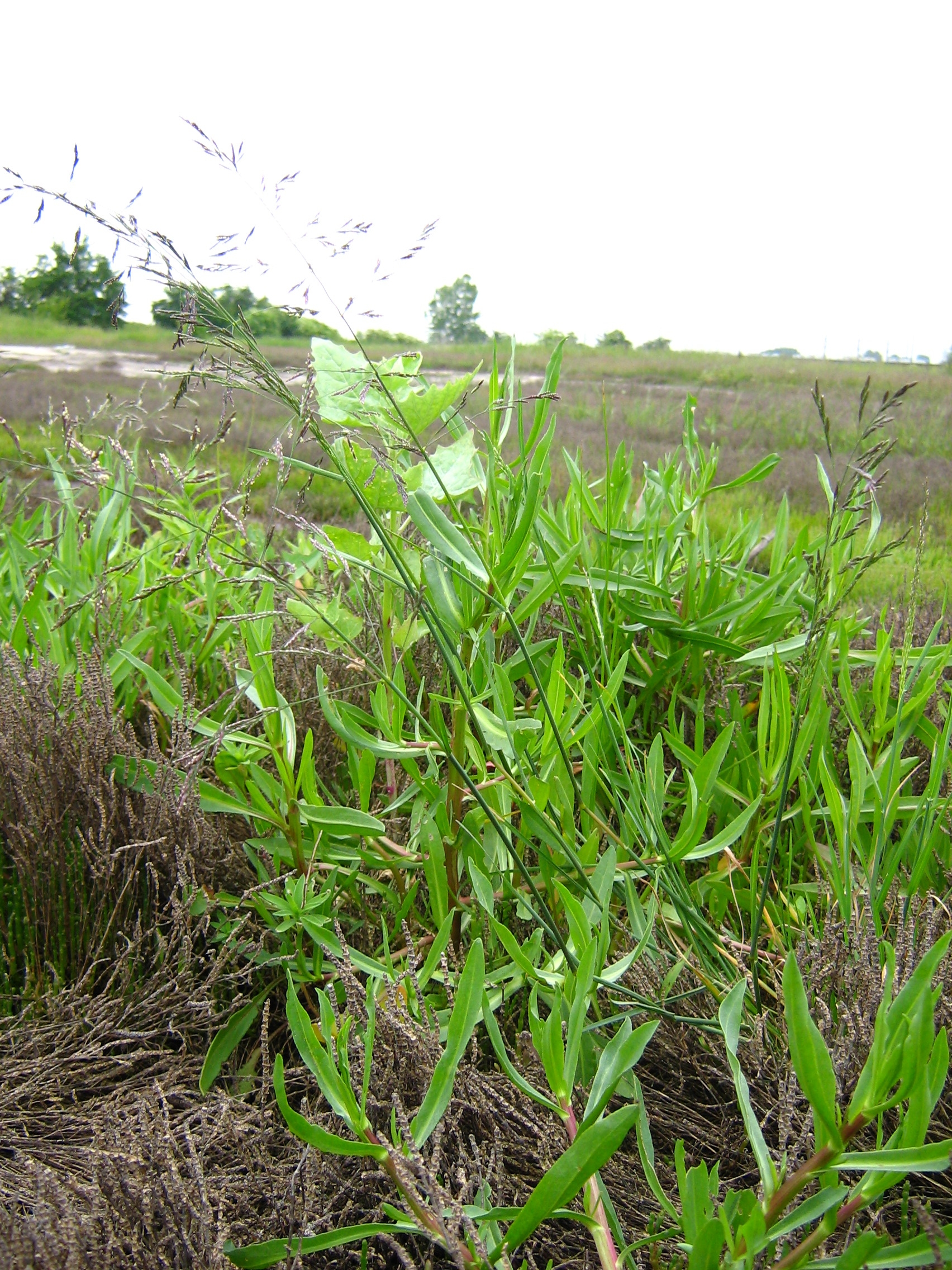
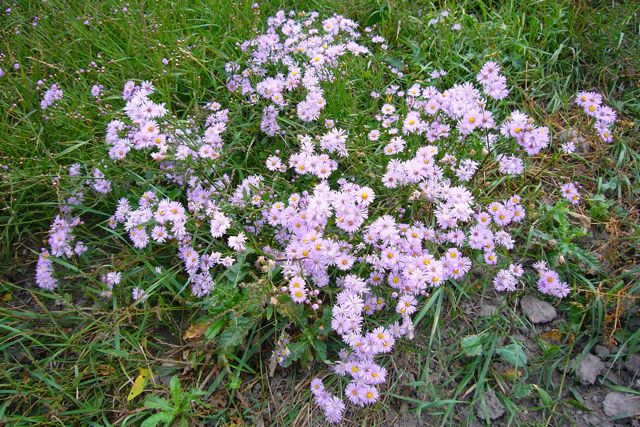
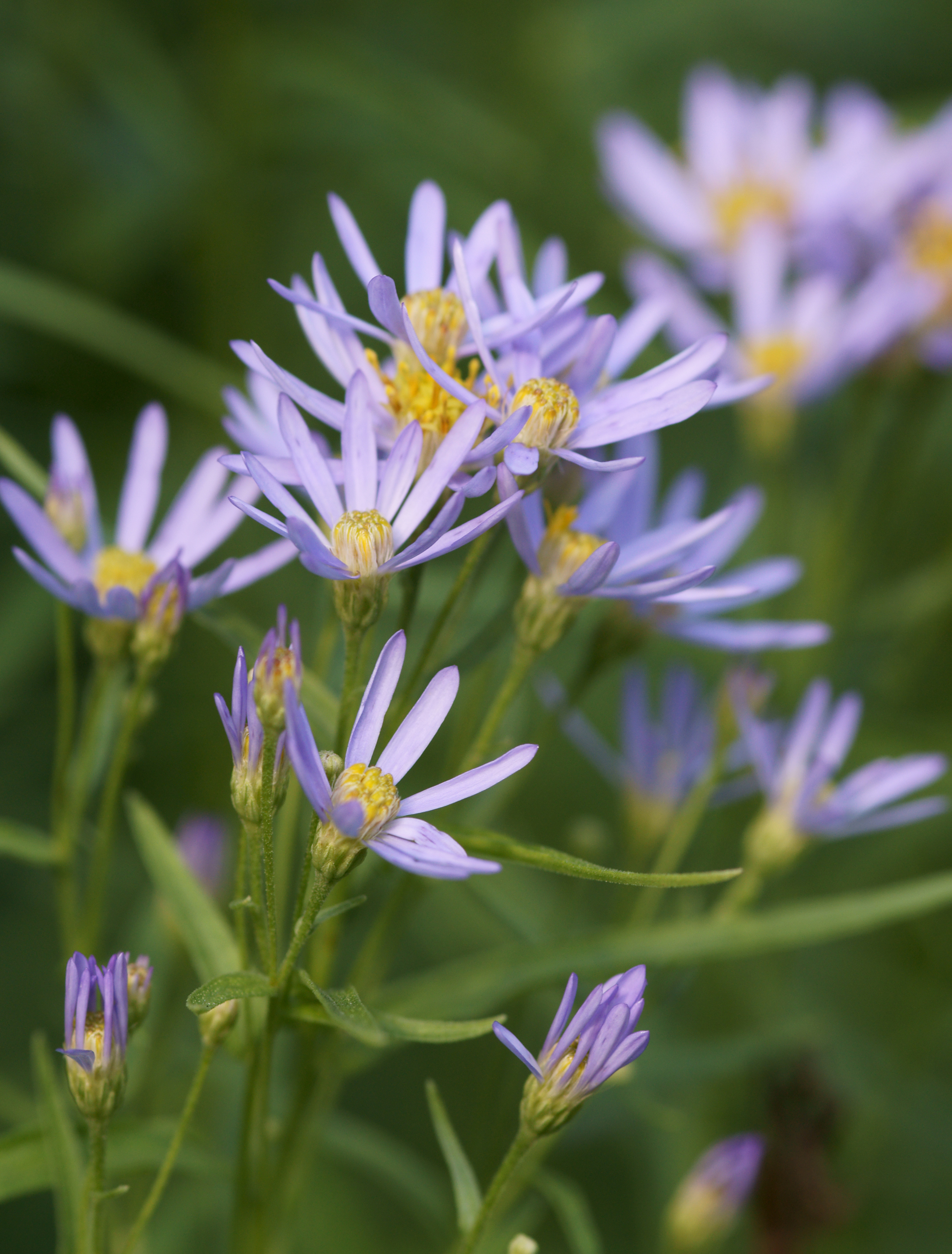
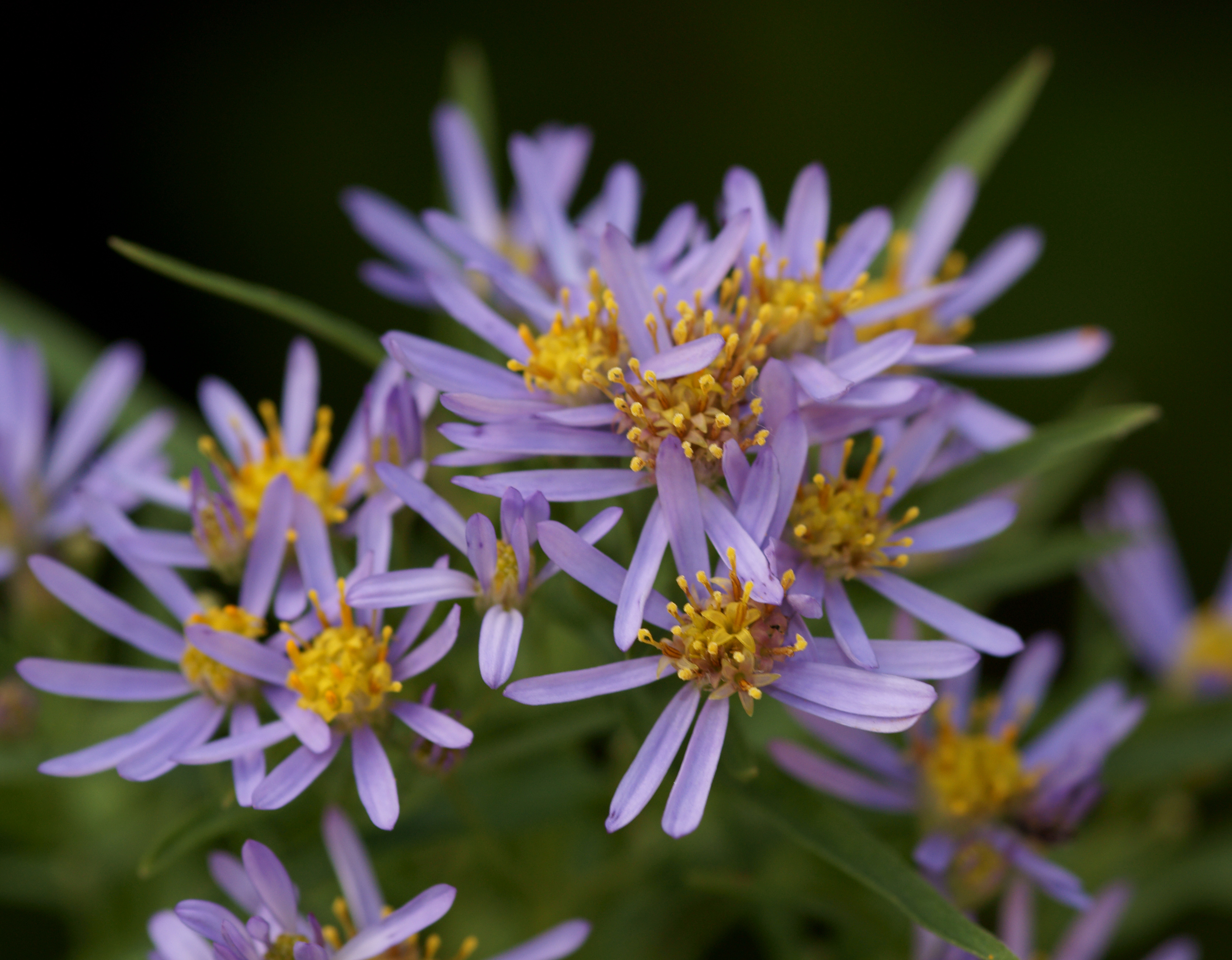
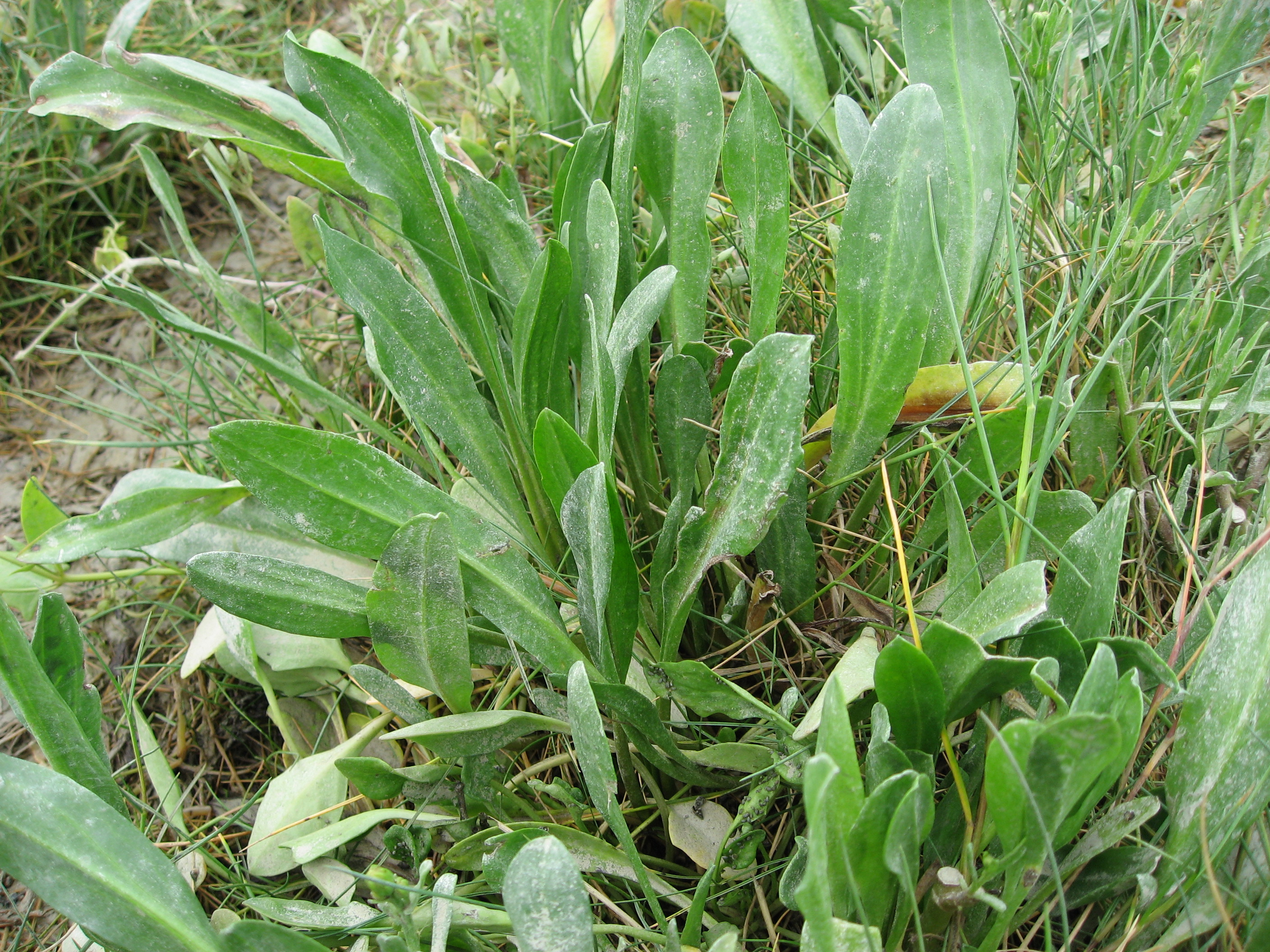